# Landry's
Landry's, Inc. er en amerikansk restaurant-, hotel- og underholdningskoncern, der er baseret i Houston, Texas. Landry's, Inc. ejer og driver over 600 restauranter, hoteller, kasinoer og forlystelser i 35 delstater i USA.
Den første Landry's Seafood restaurant åbnede i Texas i 1980.